# Eumacepolus dulcis
Eumacepolus dulcis är en stekelart som först beskrevs av Walker 1872.  Eumacepolus dulcis ingår i släktet Eumacepolus och familjen puppglanssteklar. Inga underarter finns listade i Catalogue of Life.